# Badkonake Sefid
Badkonake Sefid (br: O Balão Branco) é um filme iraniano, de 1995, dirigido por Jafar Panahi.

## Sinopse
No dia do Ano Novo no Irã, a pequena Razieh sonha comprar um peixe dourado para as comemorações do dia, seguindo a antiga tradição do país. Com muito custo consegue convencer a mãe a lhe dar o dinheiro para comprar o peixe. No entanto, no caminho Razieh perde o dinheiro e com a ajuda do irmão tenta recuperá-lo.

## Prêmios e indicações
- Festival de Cannes, 1995
- Melhor Filme Internacional Mostra Internacional de Cinema de São Paulo, 1995